# خانه تاجور
خانه تاجور مربوط به دوره قاجار است و در خوسف، نزدیک مسجد جامع واقع شده و این اثر در تاریخ ۲۵ اسفند ۱۳۸۰ با شمارهٔ ثبت ۵۱۳۱ به‌عنوان یکی از آثار ملی ایران به ثبت رسیده است.